# NGC 6344
NGC 6344 – gwiazda podwójna znajdująca się w gwiazdozbiorze Herkulesa. Skatalogował ją J. Gerhard Lohse w 1886 roku jako obiekt typu „mgławicowego”.